# Stereoscopia artificiale
La stereoscopia artificiale è la riproduzione fotografica stereoscopica della realtà creata utilizzando due punti di ripresa aventi distanza interpupillare diversa da quella umana (5,5-7,5 cm).
Spesso utilizzata nella fotografia stereoscopica ottocentesca, per conferire una maggiore illusione di profondità alle immagini stereoscopiche, è attualmente sfruttata con finalità scientifiche, come ad esempio in astronomia, microscopia o fotogrammetria.

## Caratteristiche
Premesso che per ottenere l'immagine stereoscopica di un oggetto occorre fotografarlo da due punti di vista, quando la distanza tra i due punti di vista ("base di ripresa") è uguale alla distanza interpupillare umana si parla di stereoscopia naturale, altrimenti si parla di stereoscopia artificiale. 
La stereoscopia artificiale viene utilizzata in quei casi in cui una normale riproduzione stereoscopica con base di ripresa pari alla distanza interpupillare non sia sufficientemente adatta a riprodurre in rilievo l'oggetto ripreso, cioè nel caso di ripresa di soggetti posti a grandi distanze rispetto al punto di ripresa e che, se fotografati con una base di ripresa normale, cioè pari alla distanza interpupillare, non permetterebbero di ottenere alcun effetto di rilievo, o nel caso di soggetti microscopici, che è impossibile riprendere a una distanza di 6,5 cm.
Ad esempio nel caso si riprendano immagini astrononiche o fotogrammetriche (dove si utilizza un rapporto base/distanza compreso tra 1/5 ed 1/20), la distanza deve essere notevolmente aumentata, mentre nel caso si debbano fotografare delle molecole, la distanza tra i due punti di ripresa non deve essere che di qualche ångström.
Se, per esempio, scattiamo due fotografie di un'automobile spostandoci lateralmente di un metro, e le osserviamo successivamente con uno stereoscopio, potremo osservare tridimensionalmente l'automobile con la visione binoculare di un gigante la cui distanza interpupillare è di 1 m. In pratica l'automobile ci apparirà come un modellino ripreso ad una distanza molto ravvicinata.

## Applicazioni

### Fotogrammetria

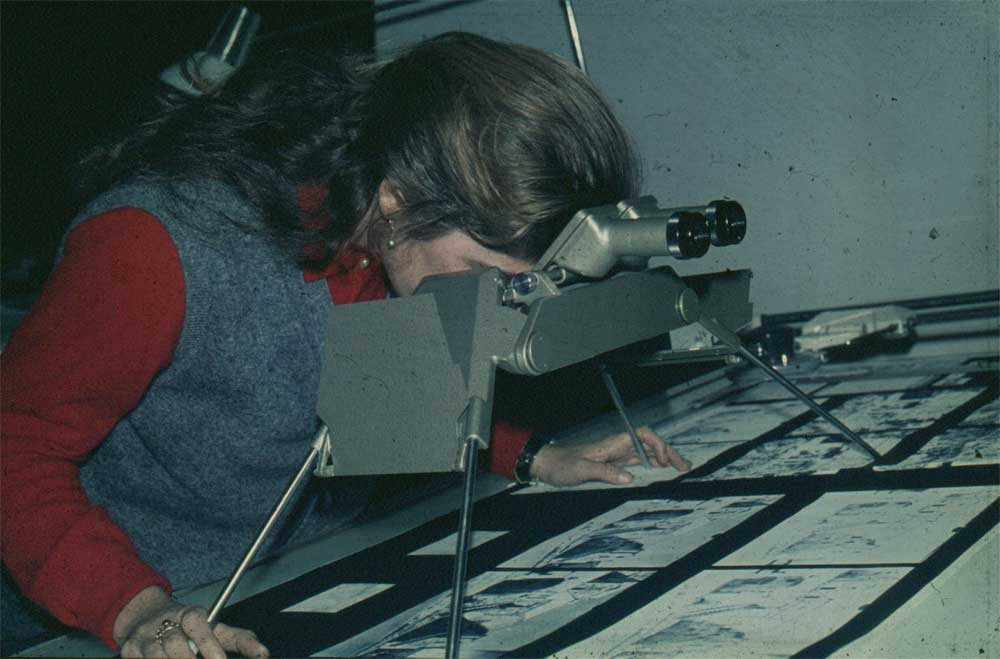
Lo stereoscopio Wild ST4 utilizzato nel progetto per il rilievo ed il censimento dei trulli della Valle d'Itria del 1980

La stereoscopia artificiale viene utilizzata dalla fotogrammetria, che, grazie ai fotogrammi stereometrici, consente di rilevare forma, posizione e dimensioni dell'oggetto ripreso. 
In una ripresa fotogrammetrica la distanza tra i punti di ripresa, detta base, varia tra 1/5 ed 1/20 della distanza dell'oggetto fotografato. Se facciamo due fotografie di un edificio, da noi distante 10 metri, spostandoci lateralmente di 1 metro (cioè utilizzando 1/10 come rapporto base/distanza), avremo a disposizione l'immagine stereoscopica di un perfetto modellino, chiamata modello ottico tridimensionale.
Per deformare il modello solo in profondità, cioè aumentare solo la terza dimensione, dobbiamo utilizzare uno stereoscopio con una distanza lente-fotografia superiore alla distanza focale della macchina fotografica utilizzata. Ovviamente se le fotografie sono state ingrandite, il valore della distanza focale deve essere aumentata proporzionalmente.
Per l'osservazione dei fotogrammi stereometrici vengono usati particolari stereoscopi, quali lo stereoscopio a ingrandimento variabile e lo stereoscopio a specchi, mentre per effettuare anche il rilievo metrico si fa ricorso ai restitutori fotogrammetrici.

## Sinonimo di stereoscopia
Il termine viene utilizzato da altre fonti identificandolo con una qualsiasi tecnica di creazione di una immagine stereoscopica, rendendolo quindi un sinonimo della stereoscopia stessa, mentre il termine stereoscopia naturale viene considerato come un sinonimo della visione binoculare umana.